# Старая южная церковь
Старая южная церковь (англ. Old South Church) — бостонская конгрегационная община Объединённой церкви Христа, появившаяся в 1669 году. Нынешнее здание церкви, построенное в 1873 году, было спроектировано в неоготическом стиле архитекторами Чарльзом Каммингсом и Уиллардом Сирсом.
Церковь расположена в районе Бэк-Бэй на Копли-сквер. В 1970 году она была включена в список национальных исторических памятников за свою архитектурную значимость как один из лучших представителей высокой викторианской готики в Новой Англии.

## История
Изначально община использовала Кедровый молитвенный дом (англ. Cedar Meeting House), который вскоре получил прозвище «Южной церкви» благодаря своему расположению в южной части города. В 1717 году была создана «новая» южная община, из-за чего название предыдущей конгрегации изменилось на «Старая южная церковь».
В 1729 году было построено новое здание, Олд-Саут-Митинг-Хаус, подаренное общине. Оно служило церковью вплоть до 1875 года, когда община переехало в нынешнее здание.
В 1985 году в церковь перевезли орган Opus 308, построенный в 1921 году компанией E. M. Skinner & Company. Изначально использовался для театра Civic Auditorium в городе Сент-Пол, штат Миннесота, однако после снесения театра орган перевезли в Бостон.

## Массачусетская книга псалмов
До 2013 года в Старой южной церкви находились два из одиннадцати оставшихся экземпляров Массачусетской книги псалмов. Псалтирь, напечатанный в 1640 году, является первой книгой изданной на территории Северной Америки. Один экземпляр был продан Церковью в 2013 году на аукционе за 14 миллионов долларов. В настоящее время экземпляр, принадлежащий Церкви, хранится в отделе редких книг Бостонской публичной библиотеки.